# اللغات الأذربيجانية

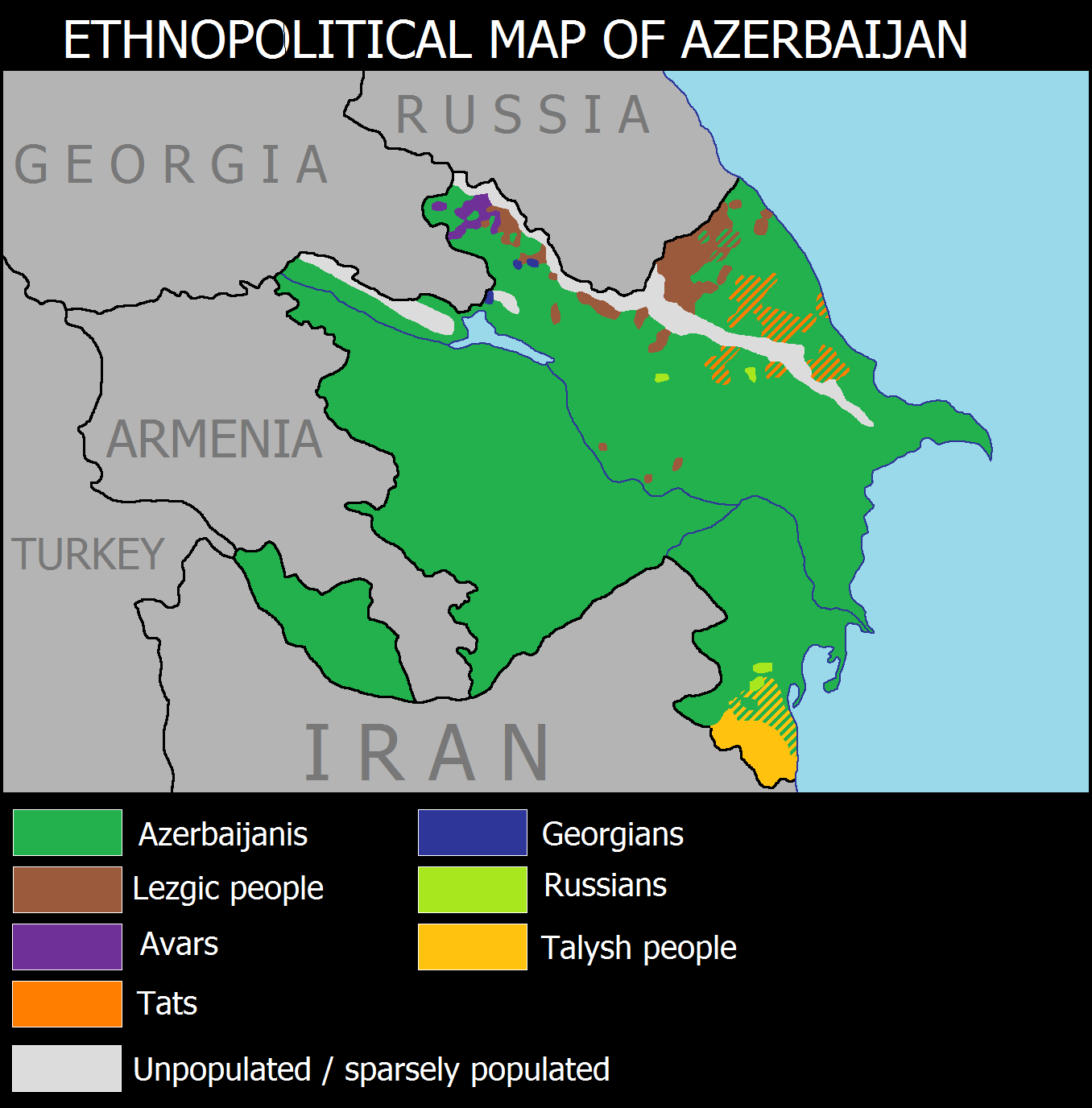
الخريطة العرقية اللغوية لأذربيجان (2024، بعد انهيار جمهورية ناغورنو كاراباخ الانفصالية وخروج الأرمن من ناغورنو كاراباخ في عام 2023).

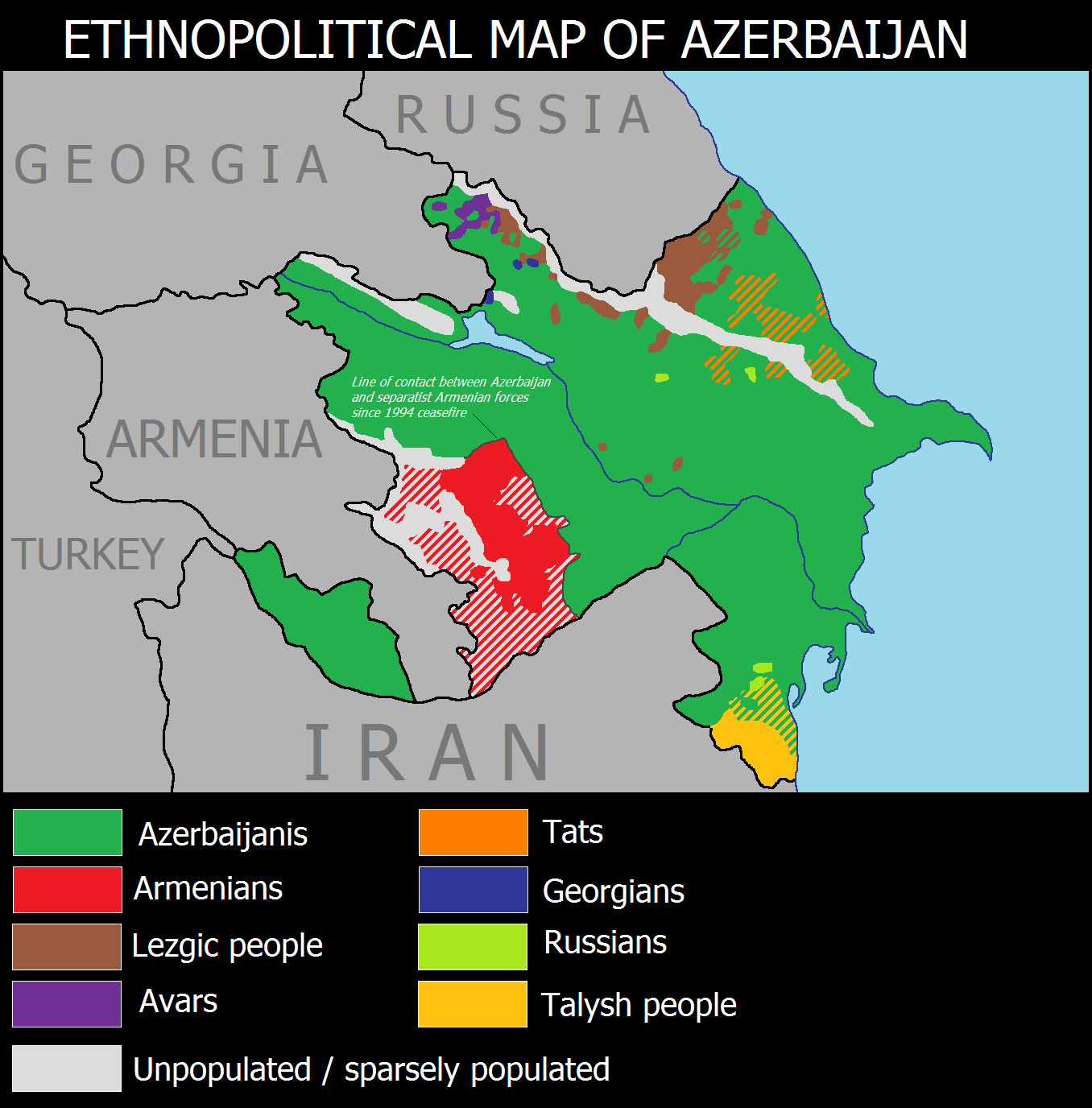
الخريطة العرقية اللغوية لأذربيجان (1994-2020، بعد حرب مرتفعات قره باغ الأولى وقبل حرب مرتفعات قره باغ الثانية).

يتم تضمين اللغات الأذربيجانية في أربع مجموعات لغوية. اللغة الأساسية المستخدمة في أذربيجان واللغة الرسمية للدولة هي اللغة الأذربيجانية.لغات أجنبية أخرى غير الأذربيجانية تنتشر على نطاق واسع هنا.مثل اللغة الروسية والإنجليزية .

## تاريخ اللغة الأذربيجانية
أداة الاتصال اليومية لجمهورية أذربيجان واللغة الرسمية للدولة هي اللغة الأذربيجانية.اللغة الأذربيجانية هي اللغة الأم لـ 20 مليون أذربيجاني يعيشون في جمهورية إيران الإسلامية.اللغة الأذربيجانية هي واحدة من اللغات التركية للتصنيف الجيني وينتمي إلى مجموعة أوغوز من عائلة لغوية.تشكل اللغات التركية والتركمانية والقاجوزية مجموعة جنوبية للغرب من اللغات التركية حسب المبدأ الإقليمي.من وجهة نظر التصنيف التقليدي المورفولوجي أو التصنيفي ، يتم إدراج اللغة الأذربيجانية في مجموعة اللغات (ذكية).على عكس جميع اللغات المدرجة في هذه المجموعة ، فإن كل كلمة الجذور هي كلمات مستقلة ، وهي معجمية وذات مغزى نحوي في اللغة الأذربيجانية ، وكذلك في لغات انعطاف.يتم التعبير عن المعاني النحوية والعلاقات النحوية دائمًا من خلال المترجمين الأحاديين (الأحاديين) الأحاديين ، الذين يأتون من الجذر والقاعدة.
لقد بدأ الأتراك ، الذين يشكلون الأساس العرقي للشعب الأذربيجاني ، في الظهور قبل عصرنا في أراضي أذربيجان الحالية ، ومنذ بداية الألفية الأولى كانوا هم السكان القدامى لهذه الأرض إلى جانب العديد من القبائل.وبعبارة أخرى ، أصبح ظهور اللغة الأذربيجانية ذات الأصل التركي والأشخاص الذين يتحدثون نفس اللغة ، لغة مشتركة لعدة قرون.ومع ازدياد عدد القبائل التركية في التكوين العرقي للسكان والتأثير الاقتصادي والسياسي والثقافي ، اتسع نطاق اللغة ، وبالتالي فإن الجماعات العرقية المتنوعة ، التي يمكن أن تحافظ اليوم على بعض السمات الإثنية والأنثربولوجية ، توحد كجالية ثقافية وروحية ودينية مشتركة.
تغطي اللغة الأدبية الأذربيجانية فترتين رئيسيتين خلال تطويرها حوالي 800.الفترة الأولى ، التي تسمى العصر القديم ، تغطي فترة من القرن الثالث عشر إلى الثامن عشر ، والفترة الثانية ، التي يعود تاريخها إلى القرن الثامن عشر.يتم الكشف عن أراضي اللغة الأدبية الأولى لأذربيجان من تلقاء نفسها.كانت لغة القصر وجيش الدول الأذربيجانية ، مثل أهل العصر ، غارغويونلو ، الصفوية ، بمثابة لغة أدبية في جميع أنحاء آسيا الصغرى.خلال هذه الفترة ، تم اختيار اللغة الأدبية الأذربيجانية من اللغة الأذربيجانية بخصائصها اللفظية ، إلى جانب طابعها الطموح.ثانياً ، لقد خسر عدد من الكلمات (الآن ، مثل ، القرية ، إلخ) ، جنبا إلى جنب مع اللغة العثمانية للغة الأدبية الأذربيجانية القديمة ، عملها تماماً في الحقبة الجديدة.كان هذا نتيجة الحل الكامل للغة الأدبية التركية.
إن دستور أذربيجان المستقلة لعام 1995 ، الذي تم تبنيه في استفتاءها على مستوى الأمة ، يُنظر إليه على أنه اللغة الرسمية للغة الأذربيجانية: اللغة الرسمية لجمهورية أذربيجان هي اللغة الأذربيجانية.

## اللغة التركية
اللغة التركية تشمل أيضا نفس المجموعة اللغوية مثل اللغة الأذربيجانية.لذلك هناك العديد من أوجه التشابه بين هذه اللغات.

## اللغة الروسية
اللغة الروسية هي واحدة من أكثر اللغات شيوعا في أذربيجان.كان السبب أن أذربيجان كانت جزءًا من الاتحاد السوفييتي.

## اللغة الأرمنية
تستخدم اللغة الأرمينية الأرمن الذين يعيشون في منطقة كاراباخ المحتلة في أذربيجان.

## لغاتداغستان
- لغة أوارية
- لغة أخفاخ
- لغة بودوك
- لغة جريز
- لغة جاك
- لغة لزجي